# IC 3687
IC 3687 је галаксија у сазвјежђу Ловачки пси која се налази на листи објеката дубоког неба у Индекс каталогу.
Деклинација објекта је + 38° 30' 13" а ректасцензија 12h 42m 15,1s. Привидна величина (магнитуда) објекта IC 3687 износи 13,1 а фотографска магнитуда 13,7. Налази се на удаљености од 4,023 милиона парсека од Сунца. IC 3687 је још познат и под ознакама UGC 7866, MCG 7-26-39, DDO 141, CGCG 216-19, PGC 42656.